# Le Hohwald
Le Hohwald (deutsch Hohwald) ist eine französische Gemeinde mit 501 Einwohnern (Stand 1. Januar 2021) im Département Bas-Rhin in der Europäischen Gebietskörperschaft Elsass und in der Region Grand Est. Sie gehört zum Arrondissement Sélestat-Erstein und zum Kanton Obernai.

## Geografie
Le Hohwald liegt 13 Kilometer südwestlich von Obernai und 37 Kilometer südwestlich von Straßburg in den Vogesen. Im Nordwesten der Gemeinde dominiert der Forêt de la Ville de Strasbourg. Ein 45 Kilometer langes Flüsschen namens Andlau passiert den Ortskern. Etwa vier Kilometer westlich des Ortskerns liegt der Berg Champ du Feu (1099 m), ein touristisch gut erschlossenes Wander- und Skigebiet.

## Geschichte
Nach dem Dreißigjährigen Krieg (1618–1648) ließ der damalige Seigneur des Ortes Siedler aus der Schweiz in den Ort, die die Wälder rodeten, um dort Weiden anzulegen. Der Zehnt wurde zur Hälfte dem Erzbistum Straßburg und dem Seigneur des Ortes gezahlt. Der Ort erhielt den Status einer Gemeinde erst 1867, er wurde aus Gebieten der Gemeinden Barr, Breitenbach und Albé zusammengesetzt. Von 1871 bis zum Ende des Ersten Weltkrieges gehörte die Gemeinde als Teil des Reichslandes Elsaß-Lothringen zum Deutschen Reich und war dem Kreis Schlettstadt im Bezirk Unterelsaß zugeordnet. Von 1919 bis 1941 gehörte die Gemeinde zu Frankreich, von 1941 bis 1945 zum deutschen Gau Baden, ab 1945 wieder zu Frankreich.

### Bevölkerungsentwicklung
| Jahr      | 1910 | 1962 | 1968 | 1975 | 1982 | 1990 | 1999 | 2007 | 2013 | 2019 |
| Einwohner | 643  | 465  | 480  | 461  | 402  | 360  | 386  | 480  | 513  | 505  |

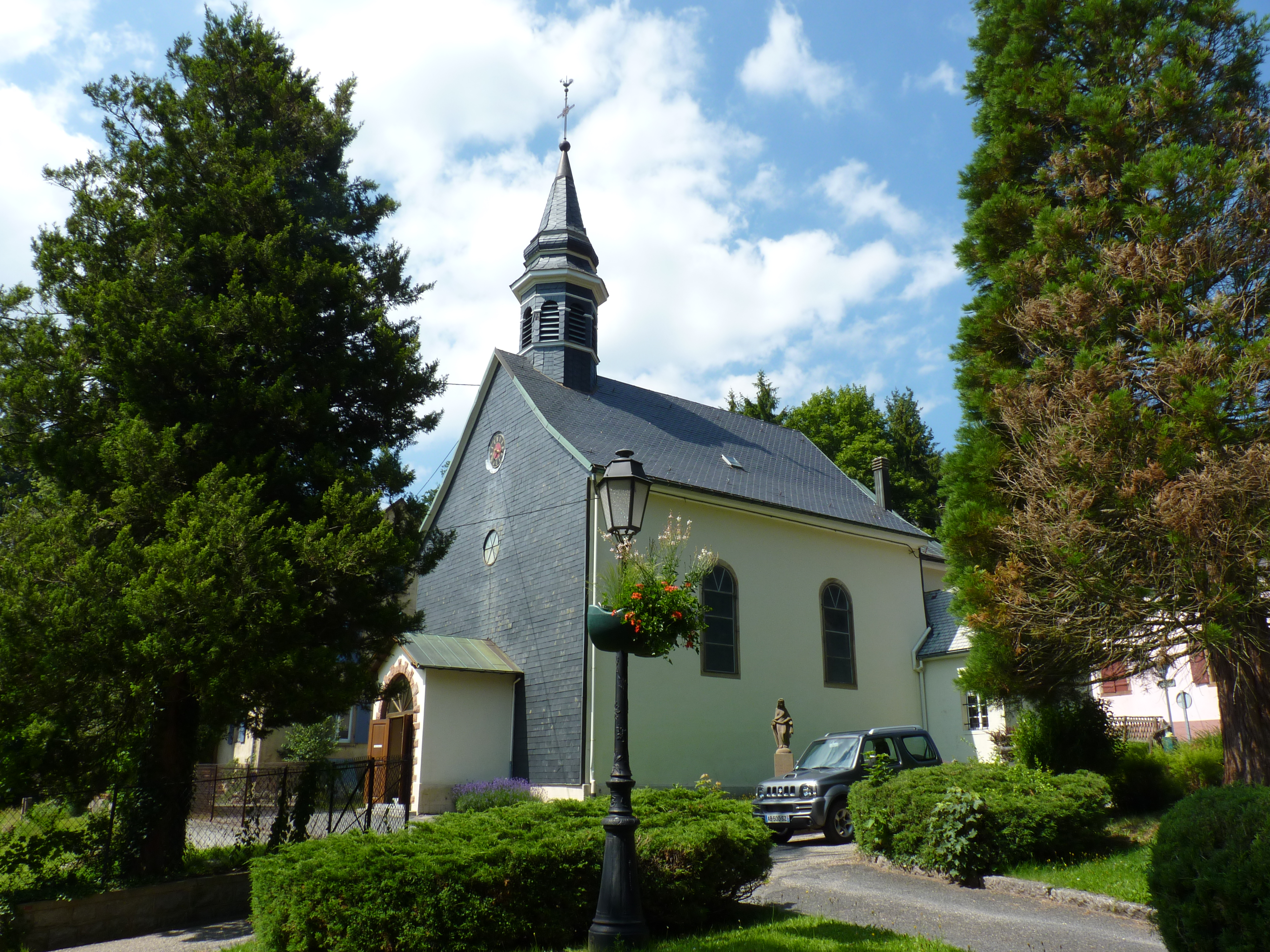
Mariä-Geburt-Kirche
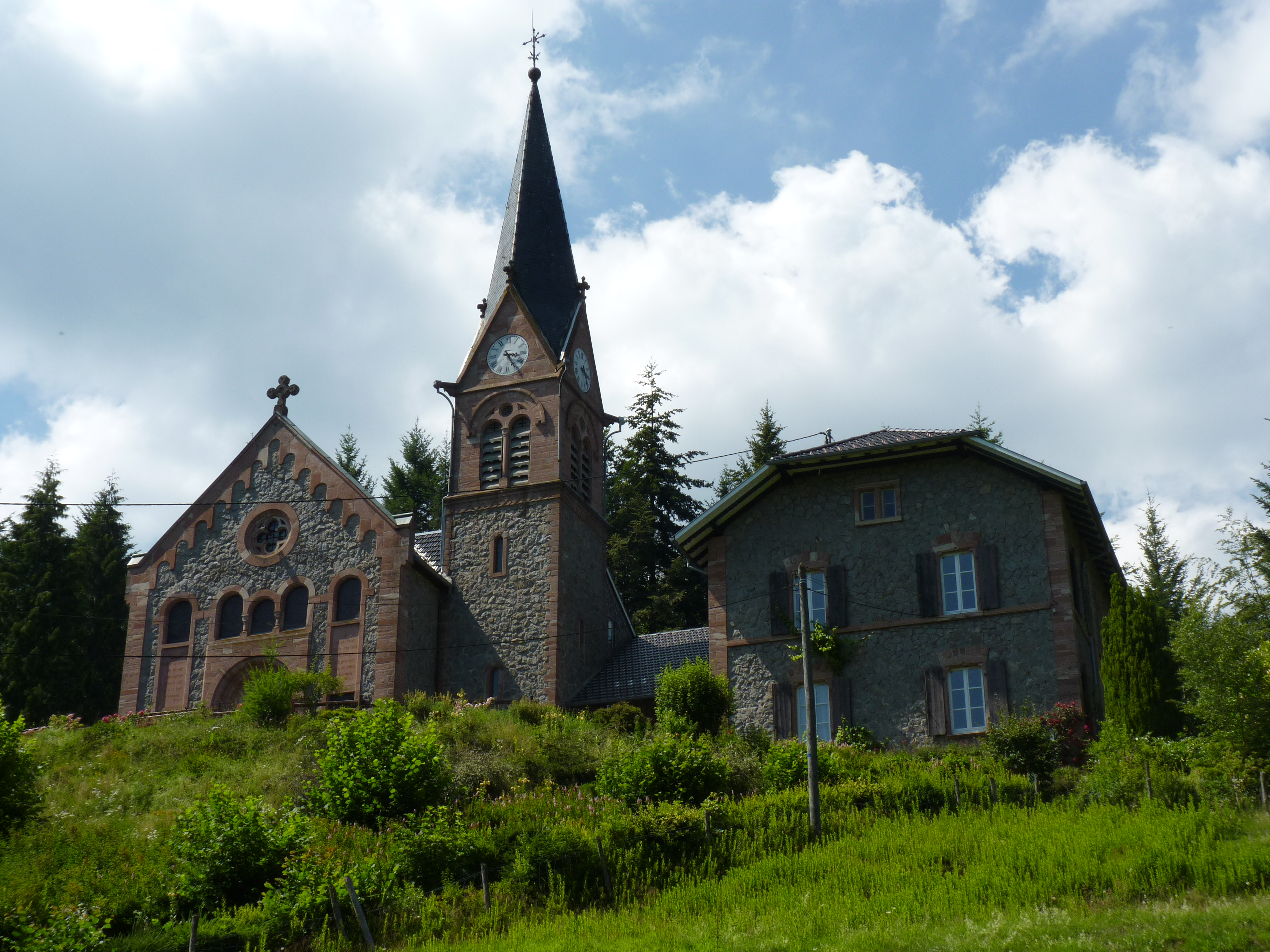
Evangelische Kirche (EPRAL)

## Wirtschaft
Neun Zehntel der Umgebung der Gemeinde sind von Wald bedeckt. Die Wälder um Le Hohwald sind wildreich. Der Wildbestand wird durch einen jährlich erstellten Jagdplan reguliert. 1856 wurde die erste Gaststätte auf dem heutigen Gemeindegebiet eröffnet. Sie wurde von vielen Touristen besucht. Im Laufe der Jahre verbrachten viele Prominente die Sommerfrische in der Ortschaft, unter anderem Sarah Bernhardt (1844–1923), Benoît Constant Coquelin (1841–1909), Joseph Joffre (1852–1931), Konrad Adenauer (1876–1967) und Wilhelmina (1880–1962), Königin der Niederlande. Auch heute noch ist der Tourismus ein bedeutender Erwerbszweig für die Hohwaldois, weitere Erwerbszweige sind Weidewirtschaft, Forstwirtschaft, Imkerei und die Zucht von Hausrindern.

## Persönlichkeiten
- Adélaïde Hautval (1906–1988), Psychiaterin und Häftlingsärztin im KZ Auschwitz